# Uhle’sche Villa

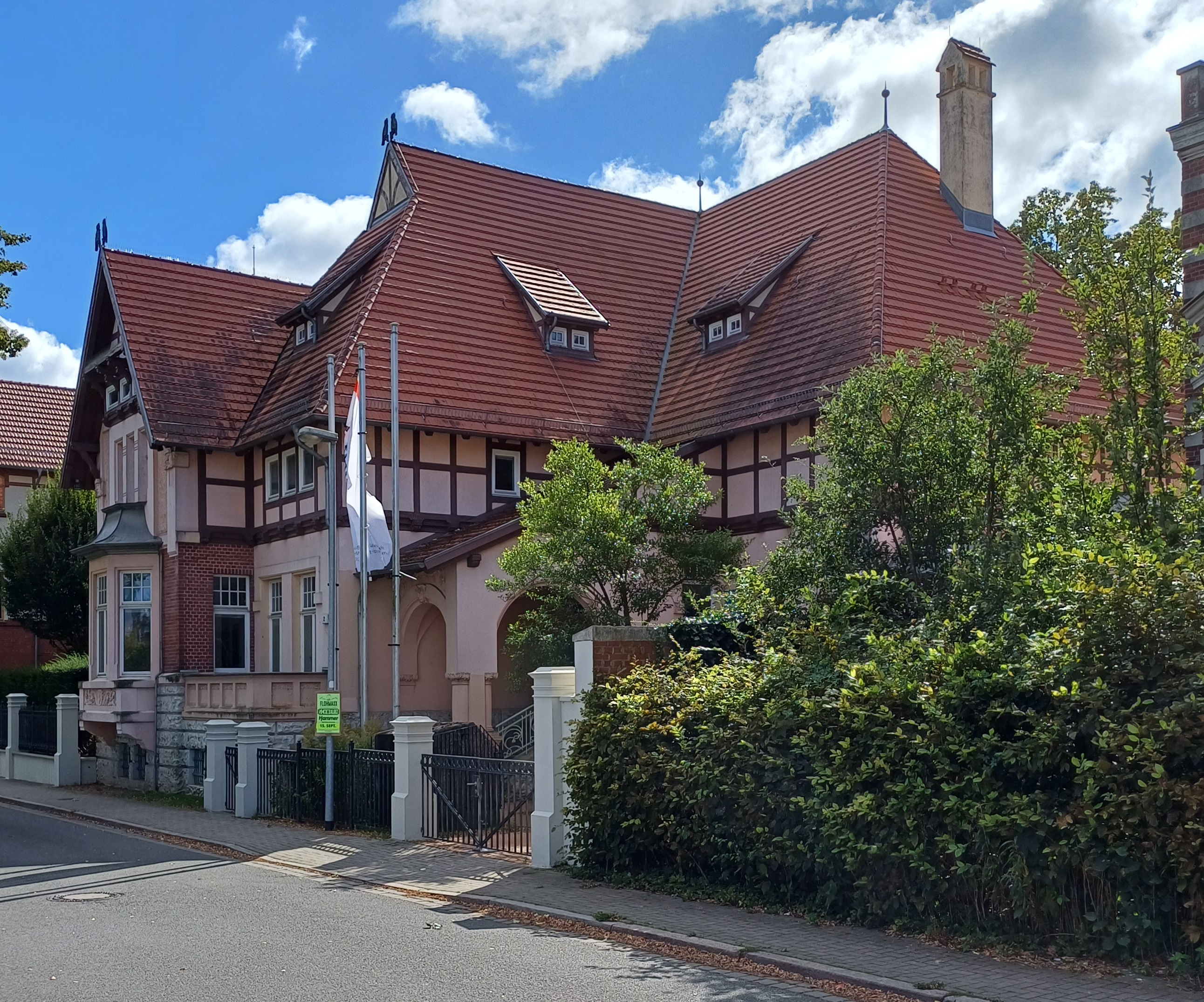
Uhle’sche Villa (Westseite)

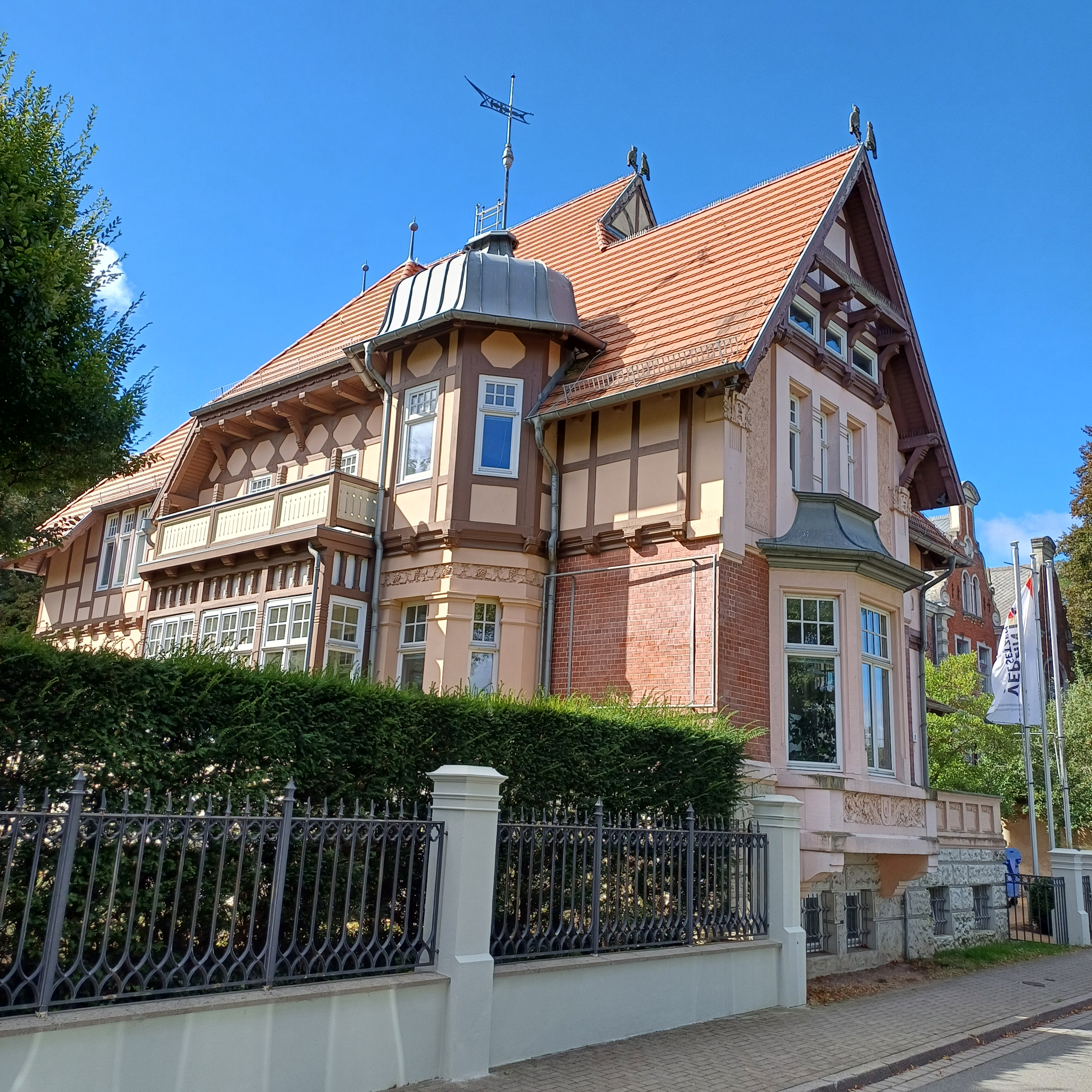
Uhle’sche Villa (Ostseite)

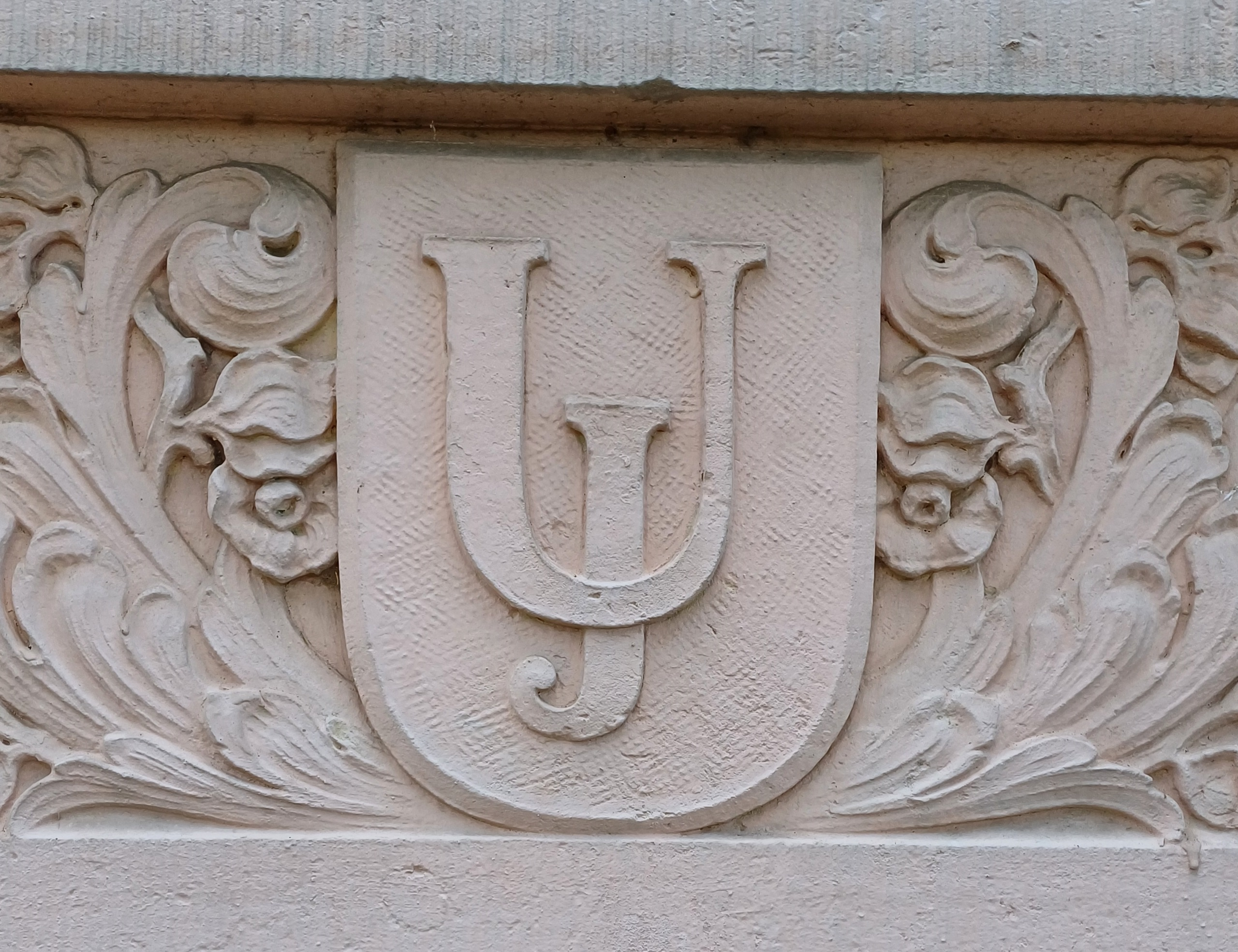
Fassadendetail

Die Uhle’sche Villa in Schwerin, Stadtteil Ostorf, Jägerweg 2 / Johannes-Stelling-Straße, ist ein Baudenkmal in Schwerin. Heute ist hier der Sitz der Landeszentrale für politische Bildung Mecklenburg-Vorpommern (LpB MV). 

## Geschichte
1890 hatte der Weinhändler Johann Uhle die Büdnerei Nr. 3 am Jägerweg gekauft und eines der Häuser bezogen und ausgebaut. Die zweigeschossige Villa von etwa 1904 entstand nach Plänen des Maurermeisters Carl Frese für Uhle und seine Frau Louise. Das historisierende Haus im Schweizer Stil hat eine sehr differenzierte Gestaltung mit verputztem Mauerwerk und aufgesetztem Fachwerk sowie Sattel-, Krüppelwalm- und Walmdächern und mit einem achteckigen Türmchen sowie vier Pferdeköpfe (Giebelschmuck) an den Giebeln.
Die niederdeutsche Bezeichnung Uhl steht für Eule und so dokumentieren die vier Eulen auf dem Dach den Namen des ersten Hausbesitzers. Uhle betrieb in vierter Generation das erfolgreiche Weinhaus Uhle in der Schusterstraße 13/15. Nach dem Tod Uhles lebte seine kinderlose Witwe bis 1919 (†) in der Villa. Sie gründete testamentarisch die Stiftung Uhle’sches Frauenheim um „gebildeten Frauen und Mädchen ein Heim in meinem Jägerweg Nr. 2 belegenen Grundstücke […] zu gewähren.“ Sechs bis elf alleinstehende, gut situierte Frauen lebten hier. 
Seit 1945 lag das Haus im Sperrgebiet (Johannes-Stelling-Straße, Jungfernstieg, Burgseestraße) der sowjetischen Militäradministration. Ab 1949 nutzte der VEB Holzbau Mecklenburg, Vereinigung Volkseigener Betriebe, Sachsenholz Schwerin/Mecklenburg das Gebäude als Büro- und Lagerraum. 1954 wurde die Stiftung aufgelöst. 1955 erhielt die Stadt Schwerin das Anwesen und richtete nach Umbauten hier die Kinderkrippe Schlosspavillon ein.
Nach der Wende erhielt 1990 das Land Mecklenburg-Vorpommern die Liegenschaft. Die Villa wurde bis 1998 saniert. Sie ist seit 1995 Sitz der Landeszentrale für politische Bildung. Von 1995 bis 1998 hatten auch der Volksbund Deutsche Kriegsgräberfürsorge des Landes und von 1998 bis 2012 die Landesbeauftragte für die Unterlagen des Staatssicherheitsdienstes der DDR hier ihre Büros.